# ラランデ暦書

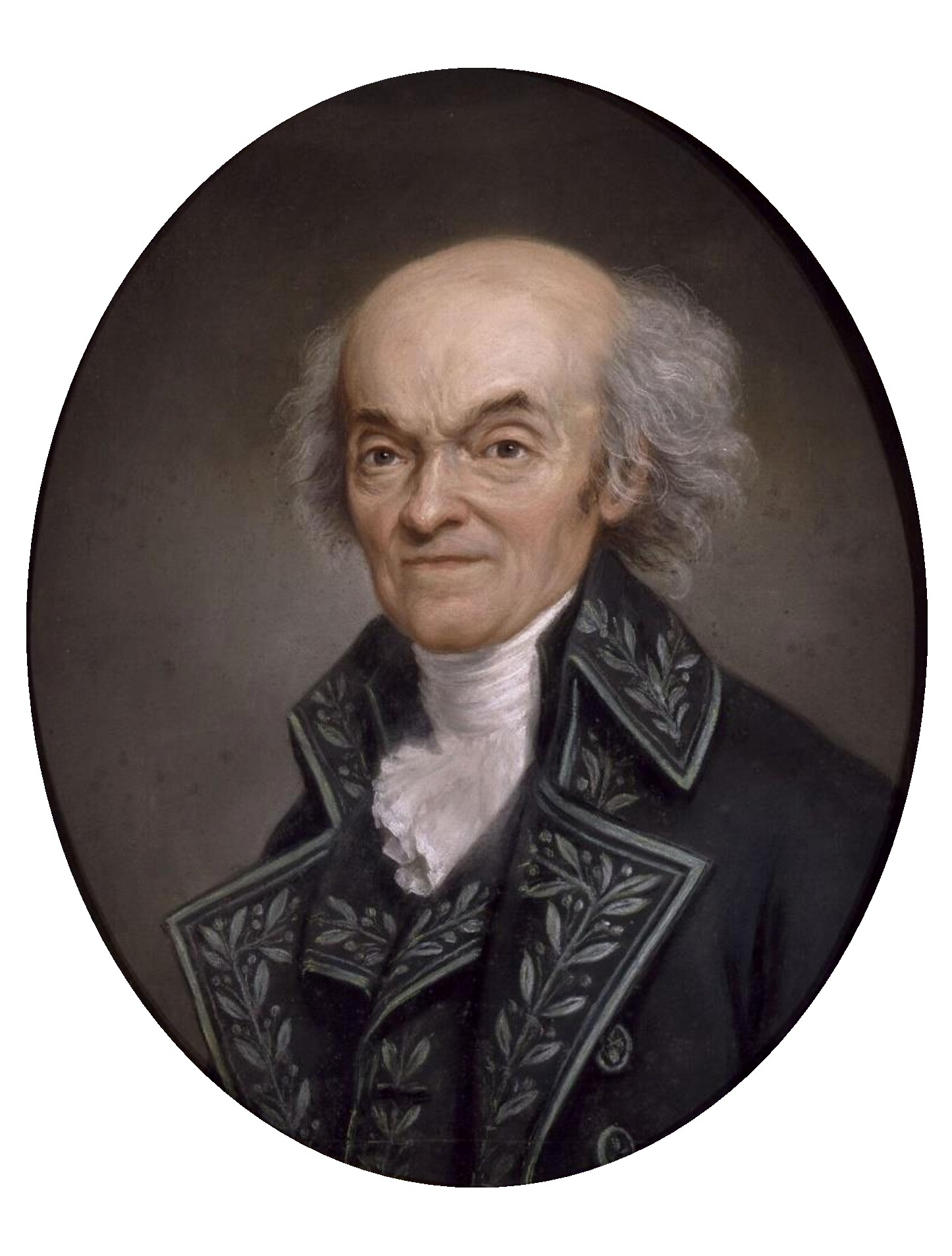
ジェローム・ラランド (1732 - 1807)

『ラランデ暦書』（ラランデれきしょ）は、フランスの天文学者ジェローム・ラランドによって書かれた天文書のオランダ語訳版Astronomia of Sterrekundeの日本での呼び名。江戸時代の日本において、西洋の天文学理論を知る上で重要な役割を果たした。

## 内容
原著はジェローム・ラランドのAstronomie（『天文学』）である（Traite d'Astronomieとも呼ばれる）。Astronomieは第3版まで出版されたが、そのうちの1771年に出版された第2版（1巻から3巻）を蘭訳したのがAstronomia of Sterrekundeである。日本で『ラランデ暦書』という場合、一般にはフランス語の原著ではなく、このオランダ語版を指す。
本書は1773年から1780年にかけて出版された。本書はフランス語の原書が発行されたときから人気が高く、オランダ語版出版時には420名あまりの予約者がいた。現在、本文4巻に付録を加えた5冊本のほかに、8冊本と9冊本の存在が確認されている。8冊本・9冊本は、5冊本の本文4冊分を、1冊あたり2冊に分けたもので、章の数などは変わらないが、内容的には5冊本と比べて9冊本のほうが詳細に書かれている。
訳者はアムステルダムの検量官であり数学者でもあったストラッベ(Arnoldus Bastiaan Strabbe)で、ほぼ原著に忠実な翻訳となっている。
5冊本における各巻の目次は以下の通りである（「管見」は、後述する『ラランデ暦書管見』での巻数）。
| 冊 | 部 | 章        | 内容                                                                  | 管見  |
| -- | -- | --------- | --------------------------------------------------------------------- | ----- |
| 1  | 1  | 1-239     | 天球の原理                                                            | 2     |
| 1  | 2  | 240-599   | 天文学の起源と歴史について                                            | 2     |
| 1  | 3  | 600-849   | 恒星と星座について                                                    | 2     |
| 1  | 4  | 850-1059  | 本書を書く際に影響した主要研究について                                | 2     |
| 1  | 5  | 1060-1200 | 世界の体系について                                                    | 2     |
| 2  | 6  | 1201-1399 | 太陽から見た主な6惑星の運動法則について、またそれらの形と状態について | 1,3,4 |
| 2  | 7  | 1400-1529 | 月について                                                            | 5     |
| 2  | 8  | 1530-1619 | 暦について                                                            | 5     |
| 2  | 9  | 1620-1749 | 視差について                                                          | 1,5,6 |
| 2  | 10 | 1750-1999 | 食の計算について                                                      | 1     |
| 3  | 11 | 2000-2159 | 太陽をめぐる水星・金星の軌道について                                  |       |
| 3  | 12 | 2160-2273 | 天文学的大気差、光の屈折について                                      |       |
| 3  | 13 | 2274-2469 | 天文観測機器について                                                  |       |
| 3  | 14 | 2470-2624 | 天文観測機器の使用と観測の実際について                                |       |
| 3  | 15 | 2625-2699 | 地球の大きさと形について                                              |       |
| 3  | 16 | 2700-2790 | 恒星の年周視差と歳差について                                          | 1,7   |
| 3  | 17 | 2791-2879 | 光行差と章動について                                                  | 8     |
| 3  | 18 | 2880-2999 | 衛星の天文学                                                          |       |
| 4  | 19 | 3000-3119 | 彗星について                                                          |       |
| 4  | 20 | 3120-3249 | 惑星の自転と斑点について                                              |       |
| 4  | 21 | 3250-3359 | 天文学に応用される微分積分について                                    |       |
| 4  | 22 | 3360-3599 | 惑星の重力、引力について                                              |       |
| 4  | 23 | 3600-3899 | 平面三角法と球面三角法について                                        |       |
| 4  | 24 | 3900-4000 | 地上、海上における観測手段による天文計算について                      |       |
| 5  |    |           | （別冊）太陽、月、惑星、恒星、木星と土星の衛星の天文学諸表            |       |

## 日本における受容

### 日本への輸入
本書はオランダからの商船にのって日本に入ってきた。その年月についてははっきりしていないが、その後の推移から、おそらく1800年ごろではないかと推定されている。本書ははじめ成瀬という者の所有物となった（この人物についての詳細も分かっていない）。享和3年（1803年）、幕府の若年寄だった堀田正敦はこの所有者から『ラランデ暦書』を一時的に借り上げ、天文方の高橋至時に調査を命じた。

### 高橋至時と『ラランデ暦書管見』
高橋至時は、『ラランデ暦書』が日本に伝わる以前の寛政9年（1797年）に行われた寛政の改暦にたずさわっていた。この改暦は西洋の天文学を取り入れた初めての改暦で、太陽・月の運行に関してはケプラーの楕円軌道論を取り入れている。しかしこの改暦で主に使用した天文書『歴象考成後編』には、太陽系の5惑星（水星・金星・火星・木星・土星）の運動は記載されていなかったため、これらの運動についてはケプラー以前に唱えられたティコ・ブラーエの円軌道論を採用せざるを得なかった。そのため至時にとって、この改暦は満足のゆくものではなかった。
至時は改暦後も惑星の運動について研究を続けた。そのさなか、至時は堀田摂津守正敦からラランデ暦書を渡され、調査を命じられた。これを見た至時は、これこそが自分の求めていた資料だと感じた。しかし同書は個人の所有物であったため、十数日後にはふたたび所有者の元に戻された。至時はこの本が手元にあった間に、同書の一部を訳したうえで自らの見解を書き加え、『ラランデ暦書管見』第1巻としてまとめた。また同時期に、『ラランデ暦書表用法解』も執筆した。
至時は、本書は非常に重要な資料であるから幕府が買い上げるように強く求め、幕府も了承した。買い上げについては、所有者が80両という法外な値段を要求したために手間取ったが、享和3年7月（1803年）には、再び至時は本書を手にすることができた。
至時は引き続き『ラランデ暦書』の解読につとめ、『ラランデ暦書管見』の執筆を続けた。もともとオランダ語をほとんど読むことができなかった至時であったが、この作業への力の入れ方は寝食を忘れるほどだったという。しかし熱中しすぎるあまり至時は持病が悪化し、『ラランデ暦書』を再び手にした半年後の文化元年1月（1804年）、41歳で死去した。

### 伊能忠敬の測量と『ラランデ暦書』
『ラランデ暦書』から得られた天文知識は、伊能忠敬による日本測量の際に活用された。
忠敬が日本全国を測量しようと考えた当初の目的は、緯度1度に相当する子午線弧長を求めることであった。忠敬は測量中に測定を行い、子午線一度は28里2分という結果を得た。しかし忠敬の師匠である至時は、測量では土地の高低差による誤差が生まれるおそれがあり、自らが書物を元に得た結果とも異なるとして、忠敬の測定値には信頼を置かなかった。だが後に『ラランデ暦書』を手にした至時は、地球は完全な球体ではなく、南北方向につぶれた扁球形であることを知った。さらに、『ラランデ暦書』に掲載されていた子午線1度の値は忠敬の実測値とほぼ一致しており、このことから忠敬の測定の正確さが確かめられ、忠敬と至時は喜び合った。
また、『ラランデ暦書』には、ガリレオ衛星の食を利用した経度の求め方が記載されていた。木星の衛星が木星の表面を通過する時間を異なる2か所で測定して、その時間のずれから経度を求める。至時はこの方法を理解し、至時の死後は間重富と高橋景保の手によって引き継がれ、食の予報表が作成された。そして文化2年（1805年）から行われた忠敬一行の西日本測量において、この木星の衛星を使った方式や、あるいは月食などを使った方式により観測を行い、経度が求められた。しかし天候や観測技術の問題があり、さらに浅草の天文台の火災により江戸での観測データが失われたこともあって、忠敬らによる経度の算出は成功したとは言い難い。そのため忠敬が作成した大日本沿海輿地全図は、現在の地図と比較すると、経度方向に大きなずれが見られる。

### 間重富・高橋景保らによる翻訳作業
至時の死後、天文台における『ラランデ暦書』の研究事業は、息子の高橋景保に引き継がれた。しかし景保は当時弱冠20歳であったため、幕府は、かつて至時とともに寛政の改暦にたずさわった間重富を呼び寄せ、事業にあたらせた。
重富は『ラランデ暦書』を第1章から順に訳しはじめ、やがて景保に引き継がれた。そして、オランダ語に良く通じている長崎の通詞馬場佐十郎の協力の元、翻訳は進められた。しかし文化10年（1813年）に起きた浅草天文台の火事により『ラランデ暦書』や翻訳の草稿は焼失してしまい、翻訳事業は中断せざるを得なかった。

### 『新巧暦書』と天保暦
文化12年（1815年）、景保は『ラランデ暦書』の全訳を断念し、代わりに天文方の渋川景佑（景保の弟）とその部下足立信頭に『ラランデ暦書管見』の調査を命じた。そして『ラランデ暦書管見』および再入手した『ラランデ暦書』をもとに、文政9年（1826年）、2人は『新巧暦書』全40巻を完成させた。ただし『新巧暦書』は『ラランデ暦書』の正確な翻訳本ではなく、『ラランデ暦書』をもとにしながら、太陽や月、惑星の位置などの計算方法について、過去の書物と同じような伝統的な形式にのっとってつくられた書である。
天保12年（1841年）に幕府は『新巧暦書』を元にした改暦を命じた。そして渋川景佑と足立信頭によって天保暦がつくられ、天保15年（1844年）から施行された。天保暦は江戸時代に行われた最後の改暦となり、明治時代に太陽暦が採用されるまで使われた。なお、『新巧暦書』には、今後の『ラランデ暦書』の全訳事業を匂わせるような文章が書かれているが、実際にそういった作業が行われた形跡はないため、天保暦の完成により天文方の『ラランデ暦書』研究は終止符を打ったものと考えられている。

### 小出兼政と『ラランデ暦書』
一方で、江戸の天文台とは別に、土御門の師範代である小出兼政（字：脩喜、通称：長十郎）らも『ラランデ暦書』の翻訳を試みている。小出は天保6年（1835年）渋川景佑に入門し、『ラランデ暦書』の存在を知った。そして嘉永3年（1850年）、長崎の質屋から購入することにより、現物を手にすることができた。その時に購入の仲介をした名村貞五郎はオランダ語の字引を持っていたため、それを参考にしつつ、嘉永5年（1852年）より翻訳を始めた。翻訳は小出の他、養子の小出由岐左衛門と、蘭方医の高畠耕斎と共同で行われた。訳文は『蘭垤訳書』全7冊としてまとめられ、原著の太陽・月・5惑星・日月食の部分が訳されている。また、翻訳にあたっての経緯をつづった『蝋蘭垤訳暦前文』も残されている。

## 所在

### 『ラランデ暦書』
高橋至時が研究のために使用した『ラランデ暦書』は、先述の通り、文化10年（1813年）の火災により焼失している。しかしその後に再入手され、幕末には5冊本と8冊本が1部ずつ存在した。そのうちの5冊本は現在、国立天文台に所蔵されているが、全5冊のうち第1冊が欠けている。また現在では他にも図書館などに数冊が残されている。

### 『ラランデ暦書管見』
現存しているのは8巻8冊までであるが、『新巧暦書』の序文には、「訳述西暦管見十三巻　表八巻」と、13巻まで存在したように記述されている。一方で、渋川景佑の蔵書目録に「西暦管見　十一」とあり、さらに伊能忠敬の研究書を出した大谷亮吉も、本書は元々11冊であったと記しており、差異が見られる。これに関して、渋川家の目録には管見のほかに「刺蘭迭暦表目録　刺蘭迭天文書目次和解　合巻一」「西暦管見目録　一」という記述が見られる。『新巧暦書』の13という数字は、この2冊を数に入れたものと考えられている。
また、現存していない9巻から11巻については、渋川景佑が著書の中で引用していることなどから、かつては存在していたと推定される。しかしその詳しい内容や、現存していない理由は定かではない。この3冊についてはまだ原稿が草稿段階であり、整理された状態ではなかったので現存していないのではないかという説がある。
現存している8巻までは3種類あり、羽間文庫、伊能忠敬記念館、学士院でそれぞれ所蔵されている。いずれも至時の直筆本ではなく、写本である。このうちの学士院本は、大谷亮吉が研究資料として使用するために伊能本を全文書き写させたものなので、内容は伊能本とほぼ同一である。伊能本と羽間本の違いとしては、羽間本では欄外に注釈として書き込まれている文章が伊能本では本文に組み込まれていたり、羽間本で抹消されている部分が伊能本では元から書かれていなかったりといった点が挙げられる。このことから、羽間本のほうがより至時の原本に近い形であり、伊能本は羽間本を整理した形で写されていることが分かる。